# Sainte-Marie-aux-Mines
Sainte-Marie-aux-Mines település Franciaországban, Haut-Rhin megyében. Lakosainak száma 4945 fő (2022. január 1.). Sainte-Marie-aux-Mines Lapoutroie, Ribeauvillé, Sainte-Croix-aux-Mines, Aubure, Fréland, Le Bonhomme, Wisembach, Ban-de-Laveline, La Croix-aux-Mines és Gemaingoutte községekkel határos. A városkában végezték ki Eddie Slovik amerikai közlegényt. Ő volt az egyetlen amerikai katona, akinek dezertálásért kellett kivégzőosztag elé állnia a második világháborúban. 

## Népesség
A település népessége az elmúlt években az alábbi módon változott:
| Lakosok száma | 5193 | 5136 | 5240 | 5095 | 5072 | 5054 | 5054 | 5049 | 4945 |
|               | 2013 | 2015 | 2016 | 2017 | 2018 | 2019 | 2020 | 2021 | 2022 |